# Plážový fotbal na Jihoamerických plážových hrách
Plážový fotbal na Jihoamerických plážových hrách je soutěž v plážovém fotbalu jihoamerických plážových her. Poprvé se konala v roce 2009 v Uruguayi. Na posledním turnaji v roce 2023 zvítězili reprezentanti Brazílie.

## Turnaje
| Rok          | Pořadatel              |          | Finále | Finále    | Finále    | O třetí místo      | O třetí místo | O třetí místo |
| Rok          | Pořadatel              | Vítěz    | Skóre  | 2. místo  | 3. místo  | Skóre              | 4. místo      |               |
| 2009 Detaily | Uruguay (Montevideo)   | Brazílie | 7 - 4  | Argentina | Uruguay   | 9 - 3              | Kolumbie      |               |
| 2011 Detaily | Ekvádor (Manta)        | Brazílie | 7 - 0  | Paraguay  | Ekvádor   | 7 - 6              | Argentina     |               |
| 2014 Detaily | Venezuela (Vargas)     | Brazílie | 9 - 3  | Paraguay  | Argentina | 7 - 7 (1 - 0) pen. | Ekvádor       |               |
| 2019 Detaily | Argentina (Rosario)    | Brazílie | 8 - 1  | Argentina | Kolumbie  | 6 - 5              | Paraguay      |               |
| 2023 Detaily | Kolumbie (Santa Marta) | Brazílie | 6 - 2  | Kolumbie  | Argentina | 6 - 5 (prodl.)     | Paraguay      |               |

## Medailový stav podle zemí do roku 2023 (včetně)
| Pořadí | Země      | Zlato | Stříbro | Bronz | Celkem |
| 1.     | Brazílie  | 5     | 0       | 0     | 5      |
| 2.     | Argentina | 0     | 2       | 2     | 4      |
| 3.     | Paraguay  | 0     | 2       | 0     | 2      |
| 4.     | Kolumbie  | 0     | 1       | 1     | 2      |
| 5.     | Uruguay   | 0     | 0       | 1     | 1      |
| 5.     | Ekvádor   | 0     | 0       | 1     | 1      |